# Olympische Winterspiele 2010/Teilnehmer (Großbritannien)
| Gelbes Symbol für Goldmedaillen mit stilisierten Olympischen Ringen | Graues Symbol für Silbermedaillen mit stilisierten Olympischen Ringen | Braundes Symbol für Bronzemedaillen mit stilisierten Olympischen Ringen |
| ------------------------------------------------------------------- | --------------------------------------------------------------------- | ----------------------------------------------------------------------- |
| 1                                                                   | —                                                                     | —                                                                       |

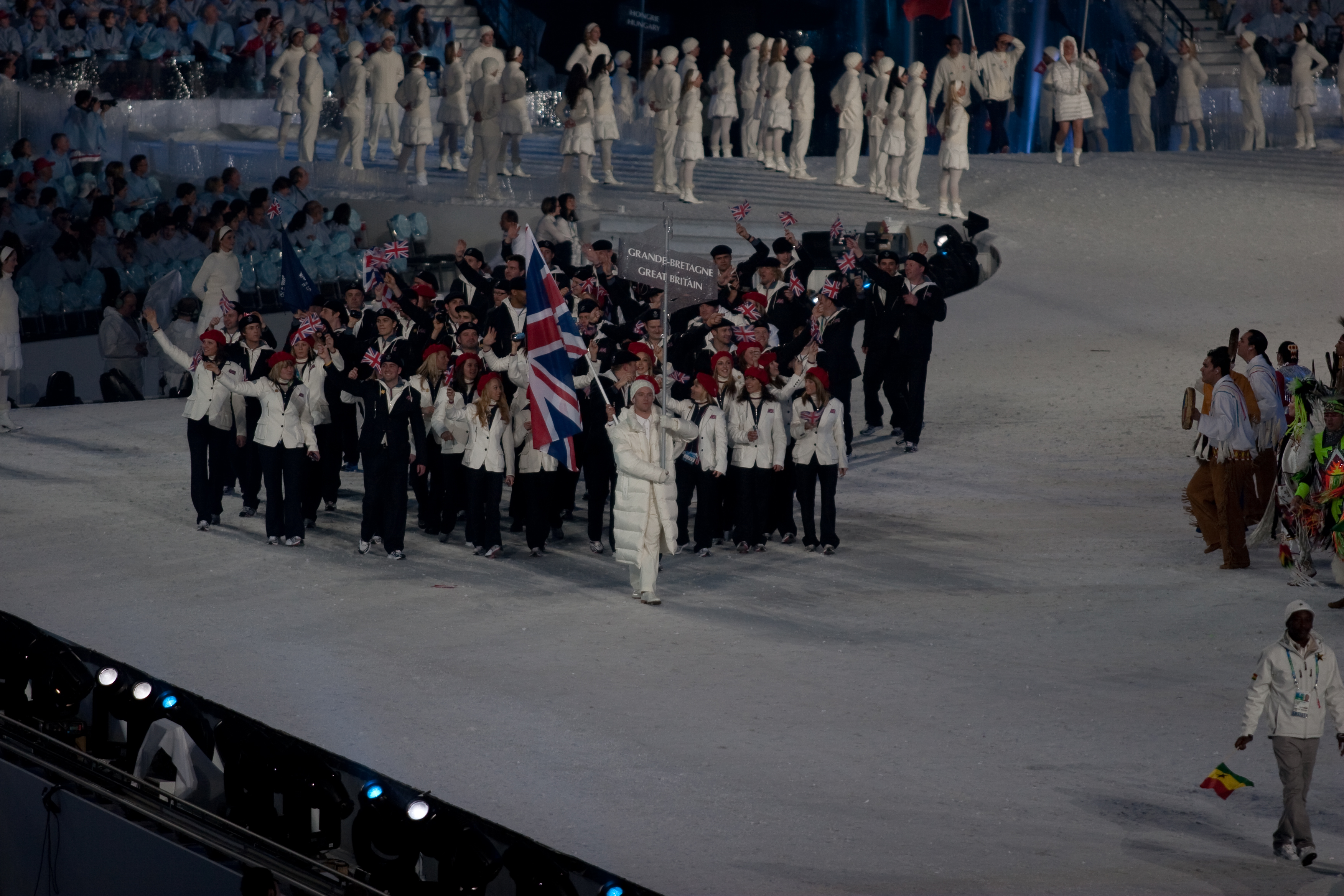
Einmarsch der britischen Delegation

Das Vereinigte Königreich nahm an den Olympischen Winterspielen 2010 im kanadischen Vancouver mit 52 Sportlern in elf Sportarten teil.

## Medaillengewinner

### Gold
| Name         | Sportart | Wettkampf |
| ------------ | -------- | --------- |
| Amy Williams | Skeleton | Skeleton  |

## Teilnehmer nach Sportarten

### Biathlon
Männer
- Lee-Steve Jackson
Sprint: 55. Platz
Verfolgung: 56. Platz
Einzel: 66. Platz

### Bob
| Männer (2er) - GBR-1: Dan Money, John Jackson Zweierbob: disqualifiziert (im 1. Lauf gestürzt) Männer (4er) - GBR-1: Allyn Condon, John Jackson, Henry Nwume, Dan Money Viererbob: 14. Platz | Frauen (2er) - GBR-1: Nicola Minichiello, Gillian Cooke Zweierbob: dnf (im 4. Lauf nicht mehr angetreten) - GBR-2: Paula Walker, Kelly Thomas Zweierbob: 11. Platz |

### Curling
| Männer5. Platz - David Murdoch (Skip) - Ewan MacDonald (Third) - Peter Smith (Second) - Euan Byers (Lead) - Graeme Connal (Ersatz) | Frauen7. Platz - Eve Muirhead (Skip) - Jackie Lockhart (Third) - Kelly Wood (Second) - Lorna Vevers (Lead) - Anne Laird (Ersatz) |

### Eiskunstlauf
| Athleten                 | Kurzprogramm | Kurzprogramm | Kür           | Kür           | Punkte        | Rang |
| Athleten                 | Punkte       | Rang         | Punkte        | Rang          | Punkte        | Rang |
| ------------------------ | ------------ | ------------ | ------------- | ------------- | ------------- | ---- |
| Damen                    |              |              |               |               |               |      |
| Jenna McCorkell          | 40,64        | 29.          | ausgeschieden | ausgeschieden | ausgeschieden | 29.  |
| Paarlauf                 |              |              |               |               |               |      |
| Stacey Kemp / David King | 48,28        | 16.          | 91,66         | 16.           | 139,94        | 16.  |

Eistanz
| Athleten                         | Pflichttanz | Pflichttanz | Originaltanz | Originaltanz | Kürtanz | Kürtanz | Punkte | Rang |
| Athleten                         | Punkte      | Rang        | Punkte       | Rang         | Punkte  | Rang    | Punkte | Rang |
| -------------------------------- | ----------- | ----------- | ------------ | ------------ | ------- | ------- | ------ | ---- |
| Penny Coomes / Nicholas Buckland | 25,68       | 21.         | 46,33        | 19.          | 71,60   | 19.     | 143,61 | 20.  |
| Sinead Kerr / John Kerr          | 37,02       | 8.          | 56,76        | 8.           | 92,23   | 9.      | 186,01 | 8.   |

### Freestyle-Skiing
Frauen
- Sarah Ainsworth
Aerials: 22. Platz
- Ellie Koyander
Moguls: 24. Platz
- Sarah Sauvey
Skicross: 34. Platz

### Rennrodeln
Männer
- Adam Rosen: 16. Platz

### Shorttrack
| Männer - Anthony Douglas 1500 m: 25. Platz - Jon Eley 500 m: 6. Platz 1000 m: 18. Platz - Tom Iveson 1000 m: 30. Platz - Jack Whelbourne 1500 m: 16. Platz - Paul Worth 500 m: 23. Platz - Anthony Douglas, Jon Eley, Tom Iveson, Jack Whelbourne, Paul Worth 5000-m-Staffel: 6. Platz | Frauen - Elise Christie 500 m: 11. Platz 1000 m: 19. Platz 1500 m: 20. Platz - Sarah Lindsay 500 m: 16. Platz |

### Skeleton
| Männer - Kristan Bromley: 6. Platz - Adam Pengilly: 18. Platz | Frauen - Shelley Rudman: 6. Platz - Amy Williams: Gold |

### Ski Alpin
| Männer - Andy Noble Riesenslalom: 36. Platz Slalom: 29. Platz - Edward Drake Abfahrt: 38. Platz Super-G: 32. Platz Kombination: 29. Platz Riesenslalom: 37. Platz Slalom: nicht angetreten - Dave Ryding Riesenslalom: 47. Platz Slalom: 27. Platz | Frauen - Chemmy Alcott Abfahrt: 13. Platz Super-G: 20. Platz Kombination: 11. Platz Riesenslalom: 27. Platz Slalom: im 1. Lauf ausgeschieden |

### Skilanglauf
| Männer - Andrew Musgrave 15 km Freistil: 55. Platz 30 km Verfolgung: 51. Platz Sprint: 58. Platz Teamsprint: dnf - Andrew Young 15 km Freistil: 74. Platz Sprint: 60. Platz Teamsprint: dnf | Frauen - Fiona-Elizabeth Hughes 10 km Freistil: 68. Platz |

### Snowboard
| Männer - Ben Kilner Halfpipe: 12. Platz - Adam McLeish Parallel-Riesenslalom: 24. Platz | Frauen - Zoe Gillings Snowboardcross: 8. Platz - Lesley McKenna Halfpipe: 30. Platz |